# Bato, Bato
Bato, Bato treći je studijski album Lepe Brene i Slatkog greha. Izdan je 5. siječnja 1984. preko izdavačke kuće PGP RTB. S više od milijun prodanih primjeraka, najprodavaniji je i najuspješniji album u Jugoslaviji. Izdavanjem albuma, Brena postaje popularna i u Bugarskoj i Rumunjskoj.[nedostaje izvor]
Ovo je Brenin treći od dvanaest albuma sa Slatkim grehom.

## Pozadina
Lepa Brena i Slatki greh prekidaju suradnju s menadžerom Milanom Popovićem Zaharom te ga zamjenjuje Raka Đokić.[nedostaje izvor]
Zbog promocije albuma, opet se pojavljuju u filmu, ovaj put u Nema problema. Film je osvojio Oskar popularnosti za najgledaniji film. Na potpisivanje albuma u Beogradu došlo je 5000 ljudi. Album je prodan u nakladi od 1 100 000 primjeraka i time postao najprodavaniji album u Jugoslaviji. Iste godine nastupali su u Temišvaru pred 65 000 ljudi.

## Popis pjesama
| Br. | Skladba                         | Trajanje |
| --- | ------------------------------- | -------- |
| 1.  | »Bato, bato«                    | 2:09     |
| 2.  | »Bosanac«                       | 3:15     |
| 3.  | »Šta ti je«                     | 3:03     |
| 4.  | »Čik, priđi ako smeš«           | 2:35     |
| 5.  | »Brani me, brani«               | 2:35     |
| 6.  | »Volim te sve luđe«             | 2:45     |
| 7.  | »Nemoj reći da me voliš«        | 2:16     |
| 8.  | »Moj je lola zvezda roken rola« | 3:30     |
| 9.  | »Boc, boc...«                   | 2:28     |
| 10. | »Igraj Boro, moje oro«          | 2:49     |
| 11. | »Epidemija ljubavi«             | 3:14     |
| 12. | »Recite mu da ga volim«         | 3:19     |
| 13. | »Dečko mi je školarac«          | 2:48     |

## Izdanja
| Regija          | Datum             | Format(i)  | Izdavač | Ref.        |
| --------------- | ----------------- | ---------- | ------- | ----------- |
| SFR Jugoslavija | 5. siječnja 1984. | LP, kaseta | PGP RTB | [ 3 ] [ 4 ] |